# Cantó de Pontoise
El cantó de Pontoise és un cantó francès del departament de Val-d'Oise, situat al districte de Pontoise. Des del 2015 té 32 municipis i el cap és Pontoise.

## Municipis
- Ableiges
- Arronville
- Le Bellay-en-Vexin
- Berville
- Boissy-l'Aillerie
- Bréançon
- Brignancourt
- Chars
- Commeny
- Cormeilles-en-Vexin
- Courcelles-sur-Viosne
- Ennery
- Épiais-Rhus
- Frémécourt
- Génicourt
- Gouzangrez
- Grisy-les-Plâtres
- Haravilliers
- Le Heaulme
- Livilliers
- Marines
- Menouville
- Montgeroult
- Moussy
- Neuilly-en-Vexin
- Nucourt
- Le Perchay
- Pontoise
- Santeuil
- Theuville
- Us
- Vallangoujard

## Història
| Data d'elecció                           | Identitat               | Partit                     | Qualitat |
| ---------------------------------------- | ----------------------- | -------------------------- | -------- |
| 1945-1976                                | Adolphe Chauvin         | MRP, després CD            |          |
| 1976-1982                                | Marie-France Lecuir     | PS                         |          |
| 1982-1988                                | Jean-Philippe Lachenaud | UDF-PR                     |          |
| 1988-1989                                | Philippe Hémet          | UDF                        |          |
| 1989-1994                                | Jean-Philippe Lachenaud | UDF                        |          |
| 1994-2000                                | Philippe Hémet          | UDF-CDS                    |          |
| 2001                                     | Philippe Houillon       | DL                         |          |
| 2001-                                    | Gérard Seimbille        | Divers droite, després UMP |          |
| les dades anteriors no són pas conegudes |                         |                            |          |
|                                          |                         |                            |          |

## Demografia
| A partir de 1990: Població sense dobles comptes |